# تامی هو
 تامی هو (انگلیسی: Tommy Ho؛ زاده ۱۷ ژوئن ۱۹۷۳) یک تنیس‌باز اهل ایالات متحده آمریکا است.